# 57-а вулиця (Мангеттен)
57-та вулиця (англ. 57th Street) — широка вулиця в боро Нью-Йорка Мангеттен, одна з головних вулиць із двостороннім рухом зі сходу на захід у сітці району. Як і в інших вулицях Мангеттена, поділена на східну та західну частини на П'ятій авеню. Вулиця тягнеться від невеликого парку з видом на Іст-Рівер на сході до Вест-Сайд-Хайвей вздовж річки Гудзон на заході. 57-а вулиця проходить через райони Саттон-плейс, Мідтаун і Пекельну кухню зі сходу на захід.
57-ма вулиця була створена відповідно до плану комісарів 1811 року. Була розроблена як переважно житлова вулиця в середині 19 століття. Центральна частина 57-ї вулиці була розвинута як мистецький осередок, починаючи з 1890-х років із розвитком Карнеґі-холу. Ділянка між П'ятою і Восьмою авеню знаходиться в двох кварталах на південь від Центрального парку. З початку 21-го століття частина вулиці на південь від Центрального парку стала частиною Мільярдерського ряду, який містить розкішні житлові хмарочоси, такі як Вежа Стейнвей, One 57 і Сентрал-Парк-Тауер.

## Історія
Вулиця була визначена згідно з Планом уповноважених 1811 року, який встановив сітку вулиць Мангеттена як одну з 15 вулиць зі сходу на захід, ширина яких мала б 30 метрів (у той час як інші вулиці були визначені як 18 м у ширина). Протягом своєї історії 57-а вулиця містила елітне житло та роздрібну торгівлю, а також мистецькі об’єкти.